# Figueira das Naus
Figueira das Naus (crioll capverdià Figéra da Naus) és una vila al sud de l'illa de Santiago a l'arxipèlag de Cap Verd. Està situada a 11 kilòmetres al sud de Tarrafal i a 12 kilòmetres al nord-oest d'Assomada.